# Karl Rode
Karl Rode (* 7. August 1901 in Wartenburg; † 21. Dezember 1980 in Bonn) war ein deutscher Geologe und Hochschullehrer.

## Leben und Wirken
Nach dem Schulbesuch studierte Rode und promovierte zum Dr. phil. 1929 wurde er nach seiner Habilitation an der Universität Breslau zum Privatdozenten und 1935 zum außerplanmäßigen Professor für Geologie ernannt. 1937 wechselte er als ordentlicher Professor für Geologie zur Technischen Hochschule Aachen. Gleichzeitig wurde er Direktor des dortigen Geologischen-Paläontologischen Instituts. Rode wurde am 1. Oktober 1968 emeritiert.

## Schriften (Auswahl)
- Ueber die Bärenreste von Steinheim an der Murr. Stuttgart 1933.
- Untersuchungen über das Gebiß der Bären. Leipzig 1935.
- Die Bodenschätze in der Umgebung der mittleren Lahn und ihre Bedeutung für den Ausbau des Flusses als Wasserstraße. Wetzlar 1956.
- Die Dolomite am Nordwest-Abfall des Hohen Venns im Raume Aachen-Stolberg. Wiesbaden 1960.
- Bestandsaufnahme des quarzitischen Sandsteins im Oberkarbon östlich von Aachen und des linksrheinischen Koblenzquarzits. Wiesbaden 1961.